# Sender Donnersberg
Der Sender Donnersberg ist eine Sendeanlage des Südwestrundfunks (SWR) auf dem Donnersberg im rheinland-pfälzischen Donnersbergkreis. Er dient als Grundnetzsender für UKW-Rundfunk und DAB+ sowie Fernsehen (DVB-T). Zuvor wurde die Anlage vom ehemaligen Südwestfunk (SWF) verwendet.

## Geographische Lage
Der Sender Donnersberg befindet sich im Nordpfälzer Bergland auf dem Donnersberg, dem mit 686,5 m ü. NHN höchsten Berg der Pfalz, auf der Gemarkung von Dannenfels. Etwa 660 m östlich der Felsformation Königsstuhl, dessen höchste Stelle dem Berggipfel entspricht, liegt der Sender neben einer 673,5 m hohen Stelle. Etwa 350 m westlich seines Sendeturms befindet sich eine ehemalige Sendeanlage der U.S. Army, und 210 m östlich steht der Aussichtsturm Ludwigsturm.

## Überblick
Der Sender Donnersberg dient als Grundnetzsender für UKW-Rundfunk und DAB+ sowie Fernsehen (DVB-T) und versorgt Großteile der Pfalz ohne die Südpfalz, die Nahe-Region, Rheinhessen, den Rhein-Neckar-Raum sowie das Rheintal zwischen Speyer/Bruchsal und Wiesbaden.
Als Antennenträger dient ein 1961 in Stahlbetonbauweise errichteter Fernsehturm, der auf 670,52 m Höhe steht. Er war ursprünglich 207,04 m hoch. Nach der Umstellung auf DVB-T beträgt seine Höhe seit dem 12. Oktober 2007 nur noch 204,82 m. Bis zu dieser Umstellung diente der Turm außerdem als Muttersender für eine größere Zahl von unbemannten Fernseh-Füllsendern.
Der für die Öffentlichkeit nicht zugängliche Turm wurde zu einem weithin sichtbaren Wahrzeichen des Donnersbergs.
Der Turm ist nach dem Sender Kettrichhof das zweithöchste Bauwerk in der Pfalz. In unmittelbarer Nähe wurde nach dem Zweiten Weltkrieg (1939–1945) für die U.S. Army die größte Funkstation Westeuropas erstellt, die insbesondere in den Zeiten des Kalten Krieges eine überragende Bedeutung zur Verbindung in die USA hatte.

## Technische Daten
- Fundamenttiefe: 2,65 m[2]
- unterer Durchmesser: 20,00 m[2]
- Schaftdurchmesser in der Mitte: 4,50 m[2]
- Schaftdurchmesser oben: 2,00 m[2]
- errechnete Schwankungen des Turmes bei Windstärke 12 auf Höhe 207,04 m (kreisförmig) 0,45 m[2]

Die Stockwerkverteilung war in den Anfangsjahren wie folgt:
Erdgeschoss: Netzversorgung, Notstromaggregat, Lüfteranlage, Werkstatt
1. Obergeschoss: Senderräume FS-Programme, Kontrollraum
2. Obergeschoss: Büro, Aufenthaltsraum, Küche, Lager, Werkstatt
3. Obergeschoss: Wohnschlafräume für Personal
4. Obergeschoss: Wohnung des Senderleiters
5. Obergeschoss: Richtfunkstelle der D.B.P. (Programmzubringer)
6. Obergeschoss: UKW-Sender

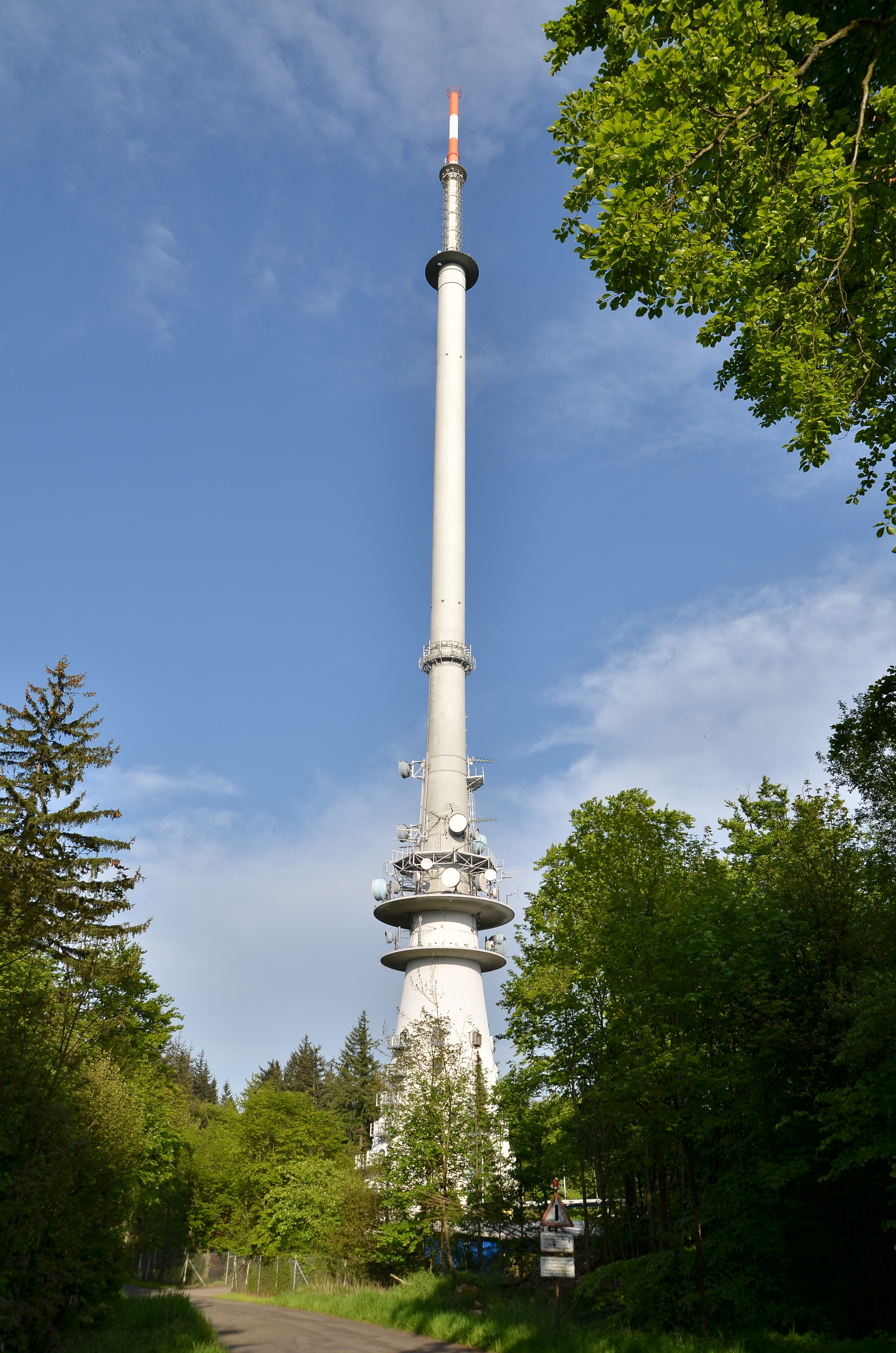
Sender Donnersberg
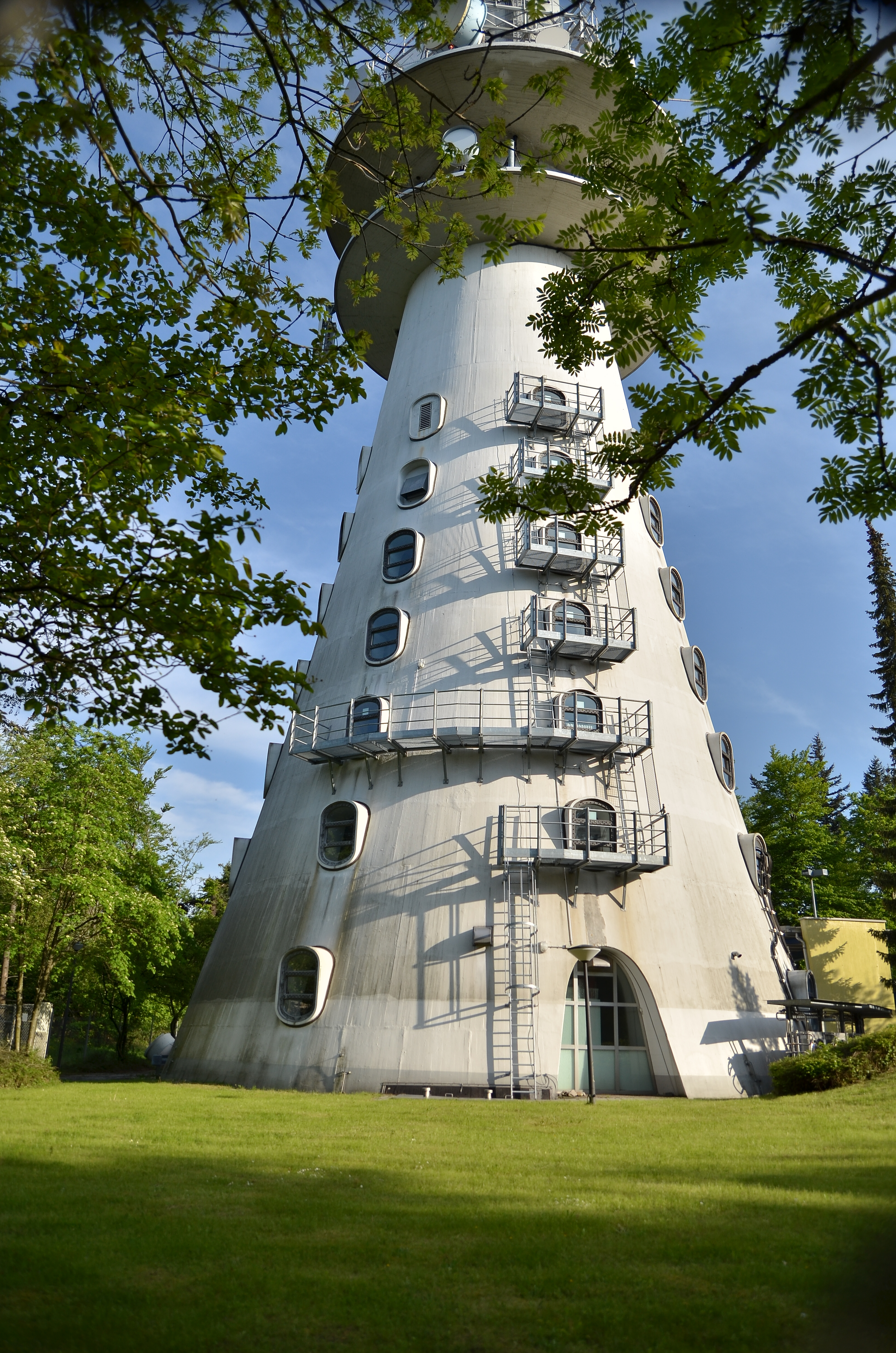
Fuß des Sendeturms

## Frequenzen und Programme

### Analoges Radio (UKW)
Beim Antennendiagramm sind im Falle gerichteter Strahlung die Hauptstrahlrichtungen in Grad angegeben.
| Frequenz (MHz) | Programm             | RDS PS   | RDS PI | Regionalisierung     | ERP (kW) | Antennendiagramm rund (ND)/gerichtet (D) | Polarisation horizontal (H)/vertikal (V) |
| -------------- | -------------------- | -------- | ------ | -------------------- | -------- | ---------------------------------------- | ---------------------------------------- |
| 99,1           | SWR1 Rheinland-Pfalz | SWR1_RP_ | D3A1   | –                    | 60       | ND                                       | H                                        |
| 92,0           | SWR Kultur           | SWR_Kult | D3A2   | Rheinland-Pfalz      | 60       | ND                                       | H                                        |
| 101,1          | SWR3                 | __SWR3__ | D3A3   | Rheinland-Pfalz/Köln | 60       | ND                                       | H                                        |
| 105,6          | SWR4 Rheinland-Pfalz | SWR4_KL_ | D7A4   | Radio Kaiserslautern | 60       | ND                                       | H                                        |

### Digitales Radio (DAB+)
Seit dem 14. Dezember 2011 wird das Digitalradio (DAB+) in vertikaler Polarisation und im Gleichwellenbetrieb mit anderen Sendern ausgestrahlt.
| Block                             | Programme | ERP (kW) | Gleichwellennetz (SFN) |
| --------------------------------- | --- | -------- | --- |
| 11A Rheinland- Pfalz 1 (D__00217) | DAB+-Multiplex der Digital Radio Südwest: - SWR1 RP (96 kbps) - SWR Kultur (96 kbps) - SWR3 (Rheinland-Pfalz) (96 kbps) - SWR4 KL (88 kbps) - SWR4 KO (88 kbps) - SWR4 LU (88 kbps) - SWR4 MZ (88 kbps) - SWR4 TR (88 kbps) - DASDING (96 kbps) - SWR Aktuell (72 kbps) - bigFM (72 kbps) - RPR1. (überregional) (72 kbps) - Rockland Radio (überregional) (72 kbps) - EPG (24 kbps) - TPEG (16 kbps) | 2,5      | - Region Kaiserslautern: Bornberg, Kaiserslautern (Rotenberg), Kettrichhof, Zweibrücken - Region Koblenz: Ahrweiler (Schöneberg), Alf-Bullay, Altenahr (Oberes Ahrtal), Bad Marienberg, Betzdorf (Weißenstein), Diez, Koblenz (Dieblich-Waldesch), Linz am Rhein - Region Ludwigshafen: Weinbiet - Region Mainz: Bad Kreuznach (Bad Münster am Stein), Donnersberg, Mainz-Kastel, Oberdiebach (Lorch) - Region Trier: Bitburg, Bleialf, Daleiden, Haardtkopf, Idar-Oberstein, Kirn, Palzem, Schartenberg (Eifel), Niedersgegen, Saarburg, Traben-Trarbach, Trier (Markusberg) |

### Digitales Fernsehen

#### DVB-T (2007–2018)
Der Sendeturm wurde am 4. Dezember 2007 von analoger Ausstrahlung auf DVB-T umgestellt. Bereits am 12. Oktober 2007 war zu diesem Zweck die bisherige Fernsehantenne durch eine DVB-T-taugliche Antenne ersetzt worden. Die heutigen  digitalen Ausstrahlungen laufen im Gleichwellenbetrieb (Single Frequency Network) mit anderen Sendestandorten.
| Kanal | Frequenz (MHz) | Multiplex                          | Programme | ERP (kW) | Antennen- diagramm rund (ND)/ gerichtet (D) | Polarisation horizontal (H)/ vertikal (V) | Modulations- verfahren | FEC | Guard- intervall | Bitrate (MBit/s) | SFN |
| ----- | -------------- | ---------------------------------- | --- | -------- | ------------------------------------------- | ----------------------------------------- | ---------------------- | --- | ---------------- | ---------------- | --- |
| 57    | 762            | ARD Digital (SWR)                  | - Das Erste (SWR) - ARTE - Phoenix - One                                                                           | 50       | ND                                          | H                                         | 16-QAM (8-k-Modus)     | 2/3 | 1/4              | 13,27            | Donnersberg, Kaiserslautern-Dansenberg |
| 44    | 658            | ARD regional (SWR) Rheinland-Pfalz | - SWR Fernsehen Rheinland-Pfalz - Bayerisches Fernsehen (Schwaben/Altbayern) - hr-fernsehen - WDR Fernsehen (Köln) | 50       | ND                                          | H                                         | 16-QAM (8-k-Modus)     | 2/3 | 1/4              | 13,27            | Donnersberg, Göttelborner Höhe, Kettrichhof (Pirmasens), Weinbiet, Kaiserslautern-Dansenberg |
| 30    | 546            | ZDFmobil                           | - ZDF - 3sat - ZDFinfo - KiKA (6–21:00 Uhr)/ZDFneo (21–6:00 Uhr)                                                   | 50       | ND                                          | H                                         | 16-QAM (8-k-Modus)     | 2/3 | 1/4              | 13,27            | Donnersberg, Schoksberg (Saarbrücken), Göttelborner Höhe, Haardtkopf (Hunsrück), Kaiserslautern-Dansenberg, Kettrichhof, Scharteberg (Eifel Daun), Petrisberg (Trier), Saarburg (Ockfen-Geisberg) |

Meist ist der Empfang von DVB-T aus dem Rhein-Main-Gebiet auch gut möglich (DVB-T Rhein-Main). Von dort kommen die Privatsendergruppen RTL Group und ProSiebenSat.1 Media sowie ein gemischter Privatmultiplex, der auch Tele 5 enthält. Eine vertikal auf den Standort Großer Feldberg im Taunus ausgerichtete Dachantenne ist diesbezüglich die beste Lösung. Zimmer- bzw. Außenantennenempfang ist in günstigen Lagen eventuell aber auch möglich. Zu beachten ist bei Nutzung von Dachantennen, dass sowohl im Band III VHF als auch im Band IV/V UHF gesendet wird. Somit besteht entweder die Möglichkeit, eine Kombiantenne Band III VHF/Band IV/V UHF oder zwei verschiedene, für die jeweiligen Bereiche geeignete Antennen in vertikaler Polarisation am Antennenmast zu montieren. Nach der Verlagerung des momentan in Band III VHF sendenden DVB-T Multiplex ARD regional hr Rhein-Main nach Band IV/V UHF bis Juli 2009 ist über Band III VHF mit der gesetzten Antenne dann auch DAB-Radio-Empfang möglich.
Am 4. Dezember 2007 ging dann der ehemals auf dem Donnersberg genutzte Kanal E37 an den Hessischen Rundfunk, der damit das Rhein-Main-Gebiet und Südhessen mit dem ARD national hr Multiplex (Das Erste (hr), hr-Fernsehen, arte/EinsFestival) digital versorgt. Der SWR erhielt im Gegenzug den Kanal E57, der zuvor im Rhein-Main-Gebiet an den Standorten Großer Feldberg (Taunus), Europaturm (Frankfurt am Main) und auf der Hohen Wurzel (Taunus) mit ebendiesem Multiplex in Betrieb war.

#### DVB-T2 HD (ab 2018)
Am 28. November 2018 ist die Umstellung auf DVB-T2 HD im Regelbetrieb zusammen mit den Regionen Eifel (Sender Eifel), Mosel-Saar (Fernmeldeturm Trier-Petrisberg) und der Pfalz mit den Sendern Donnersberg und Fernmeldeturm Kaiserslautern, mit drei Bouquet von ARD, ZDF und SWR erfolgt.
| Kanal | Frequenz (MHz) | Multiplex          | Programme |
| ----- | -------------- | ------------------ | --- |
| 30    | 546            | ARD Digital (SWR)  | Das Erste HD arte HD One HD Phoenix HD tagesschau 24 HD MDR Thüringen HD (Internet) NDR FS NDS HD (Internet) SR Fernsehen HD (Internet) SWR Mediathek (Internet) Radioprogramme: SWR1 RP (Internet) SWR1 BW (Internet) SWR2 (Internet) SWR3 (Internet) SWR4 RP (Internet) SWR4 BW (Internet) DASDING (Internet) |
| 37    | 602            | ZDF mobil          | ZDF HD ZDFinfo HD ZDFneo HD 3sat HD KIKA HD |
| 46    | 674            | ARD Regional (SWR) | SWR BW HD SWR RP HD hr HD BR HD WDR HD (Internet) |

### Ehemaliges analoges Fernsehen (PAL)
Vor dem 4. Dezember 2007 liefen hier:
| Kanal | Frequenz (MHz) | Programm                      | ERP (kW) | Antennendiagramm rund (ND)/ gerichtet (D) | Polarisation horizontal (H)/ vertikal (V) |
| ----- | -------------- | ----------------------------- | -------- | ----------------------------------------- | ----------------------------------------- |
| 10    | 210,25         | Das Erste (SWR)               | 100      | D                                         | H                                         |
| 37    | 599,25         | ZDF                           | 250      | ND                                        | H                                         |
| 60    | 783,25         | SWR Fernsehen Rheinland-Pfalz | 250      | ND                                        | H                                         |

## Weitere Sendeanlagen

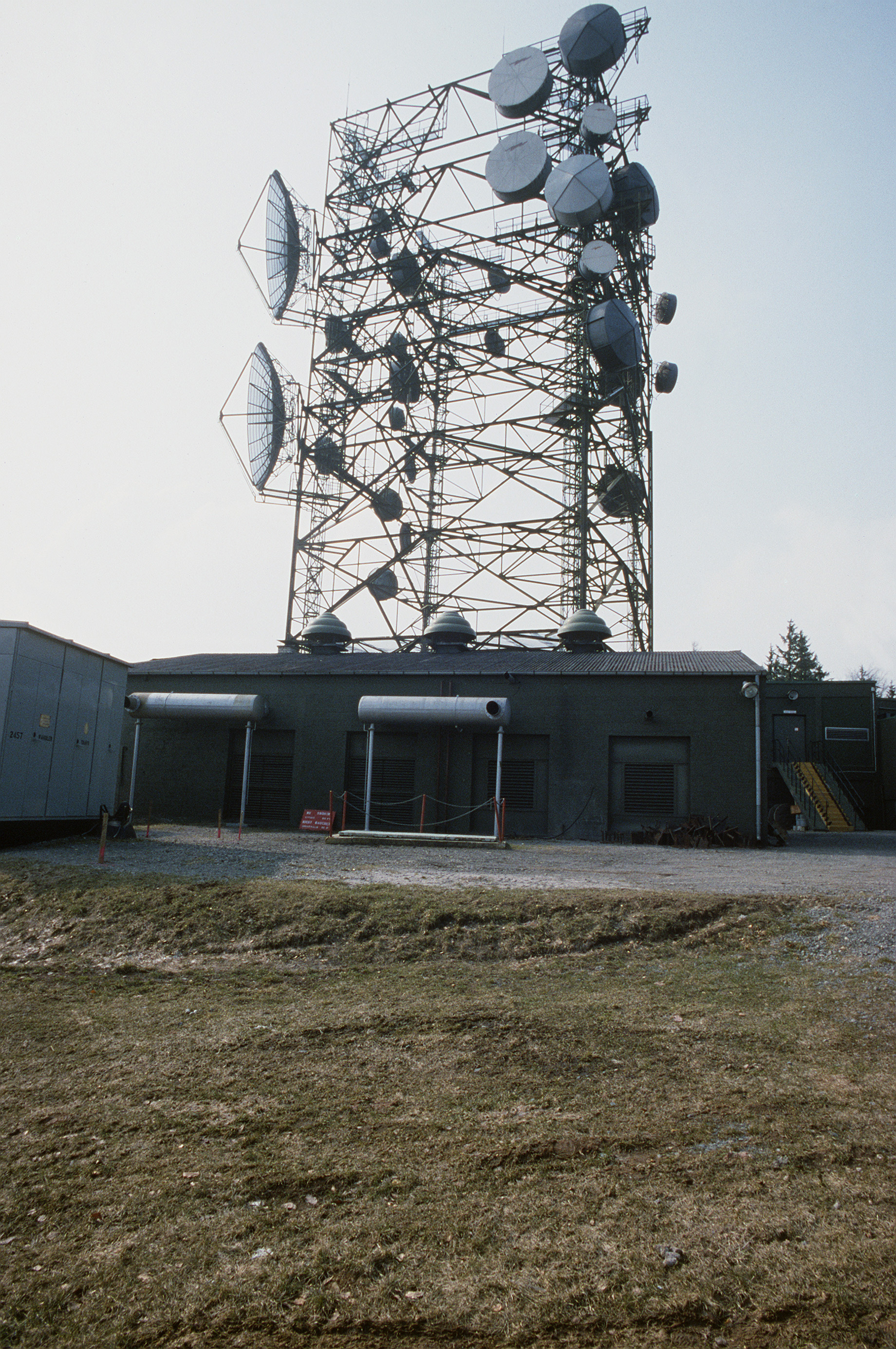
Die Defense Communications Station der US-Streitkräfte 1986

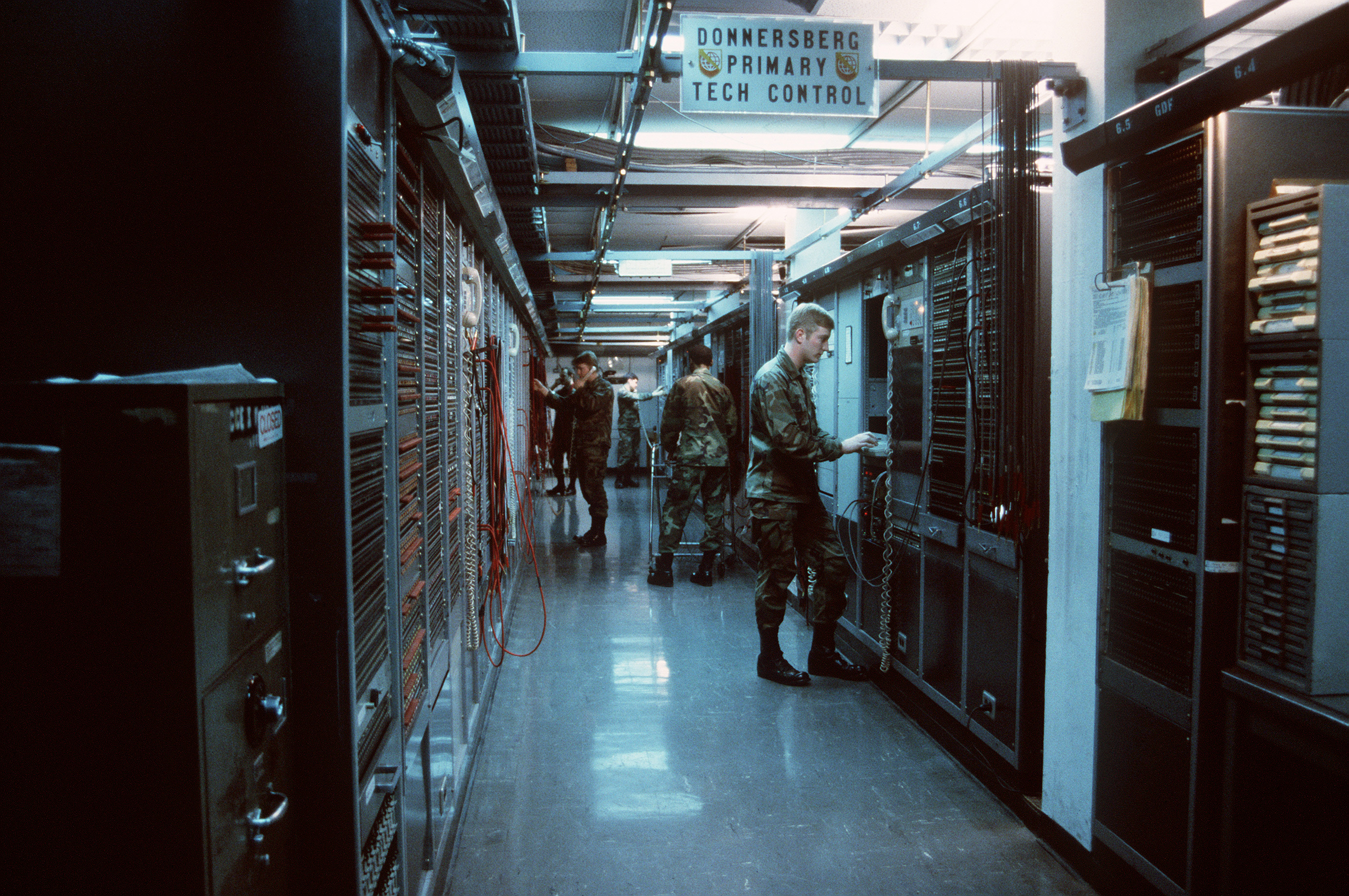
US-Soldaten im Inneren der Anlage 1986

Wegen seiner exponierten Lage wird der Donnersberg auch von anderen Sendeanlagenbetreibern genutzt. Die US Army baute dort nach dem Zweiten Weltkrieg die größte Funkstation Westeuropas und eine kleinere. Diese dienten auch den US-Soldaten in Deutschland zur Fernsehübertragung der Mondlandung 1969.
Die kleinere der beiden Anlagen wurde bereits in den 1990er Jahren aufgegeben und ging in zivile Nutzung über. Die Masten dienen heute als Richtfunkstationen der Pfalzwerke. Die große Funkstation wurde im Oktober 2011 aufgegeben, das Gelände kam an die Bundesanstalt für Immobilienaufgaben. Anfang 2015, nach einer öffentlichen Ausschreibung, erwarb das im Saarland ansässige Telekommunikationsunternehmen Inexio KGaA die Station von der Bundesanstalt für Immobilienaufgaben.